# Vordingborgs slott

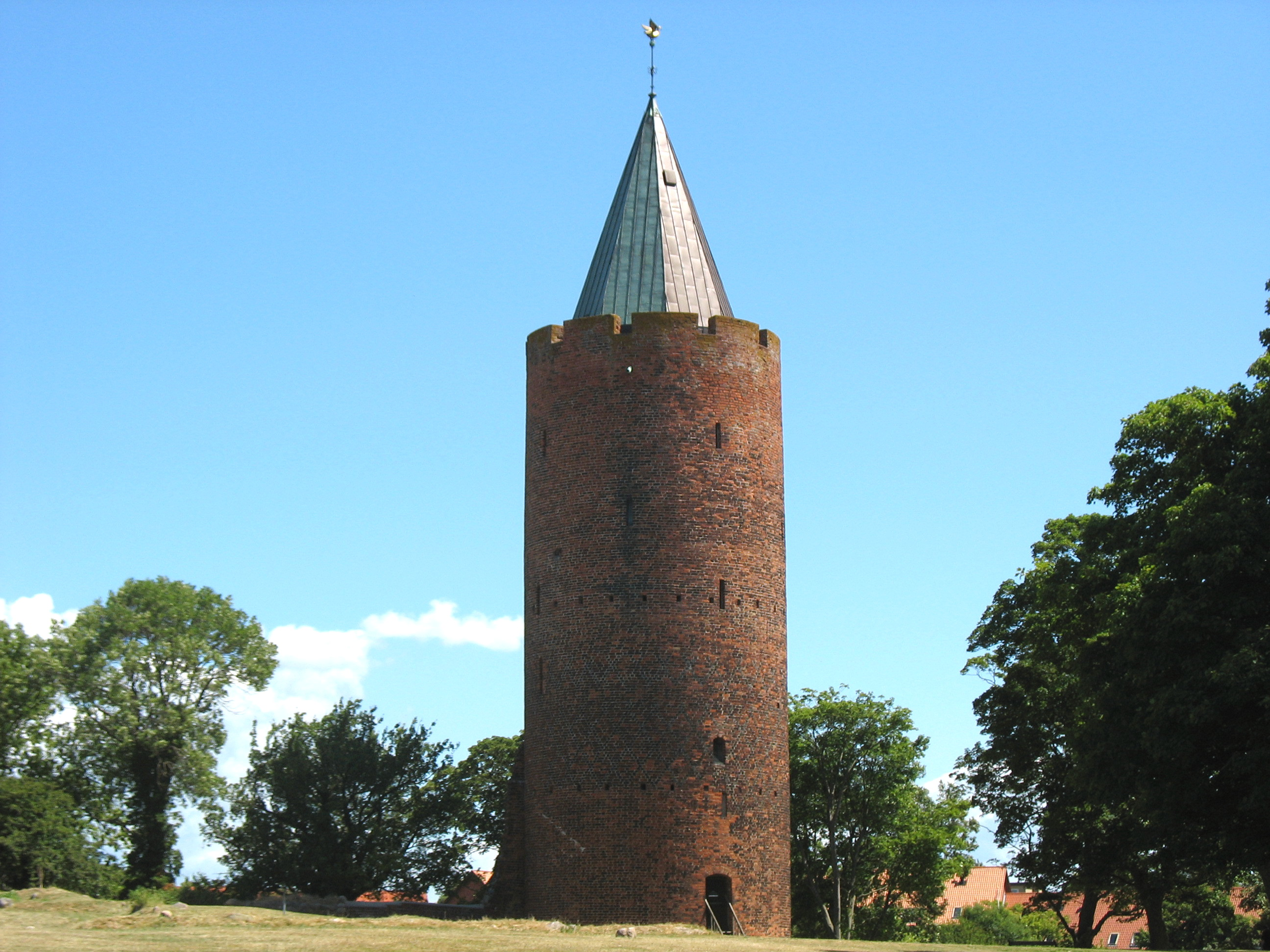
Gåsetårnet uppfördes under Valdemar Atterdags regering och är den enda välbevarade delen av slottet idag.

Vordingborgs slott (danska: Vordingborg Slot) var ett slott i Vordingborg på Själland i Danmark. Det kungliga slottet uppfördes på 1100-talets andra hälft och är idag en ruin (Vordingborg Slotsruin).
Vordingborgs slott uppfördes på 1160- och 1170-talet av kung Valdemar den store. Slottet byggdes ut under Valdemar Atterdags tid på 1300-talet då slottet omgavs av en 800 meter lång stenmur med nio torn. I juli 1435 hölls ett möte på slottet som ledde fram till freden i Vordingborg och som avslutade slesvigska kriget mellan Kalmarunionen och grevskapet Holstein, stött av ett antal Hansastäder. Slottets militära betydelse avtog i samband med krutets ankomst och under Karl X Gustavs andra danska krig skövlades det. 
Den enda välbevarade delen av ruinen idag är det 26 meter höga Gåsetårnet som var ett vakttorn som ingick i den medeltida ringmuren. Tornet byggdes på 1360-talet och fick sitt namn av att Valdemar Atterdag på dess tak lät sätta upp en bild av en gås för att håna hanseaterna. Den förgyllda gås som i dag pryder tornspiran tillkom på 1800-talet.

## Bilder

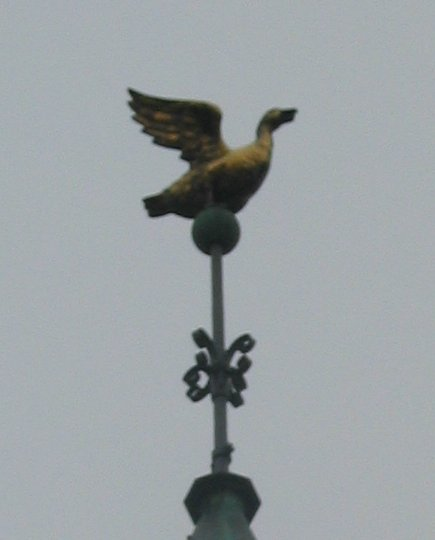
Gåsetårnets förgyllda gås på tornspiran tillkom på 1800-talet och är idag en symbol för Vordingborg.
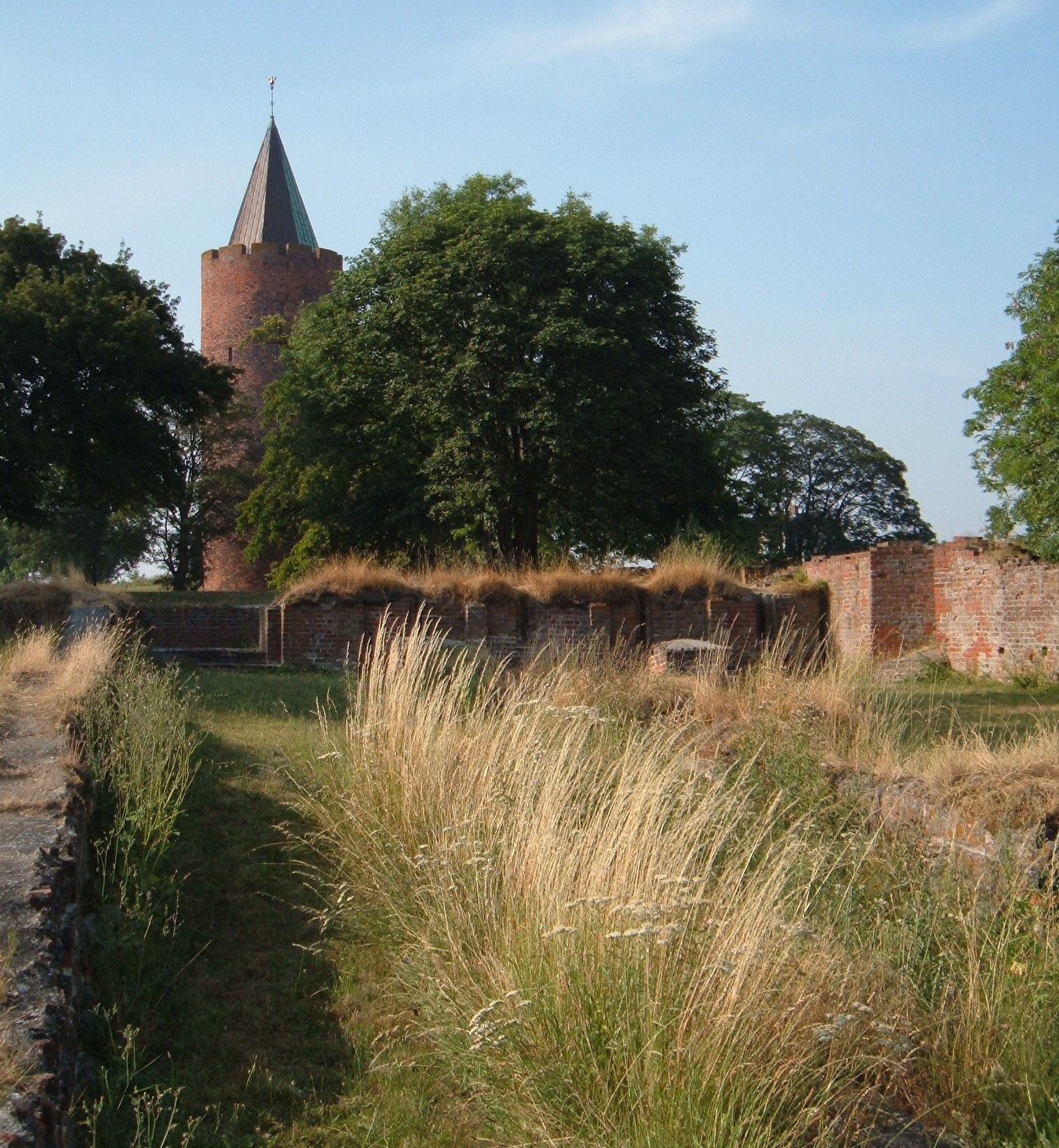
Vordingborg slottsruin med Gåsetårnet i bakgrunden.
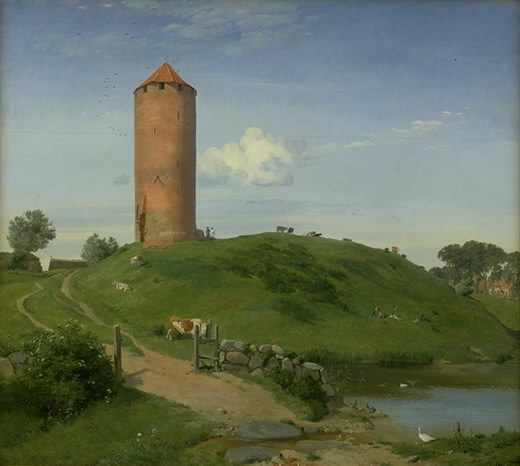
Johan Thomas Lundbyes oljemålning Gåsetårnet i Vordingborg från 1842 är utställd på Statens Museum for Kunst.
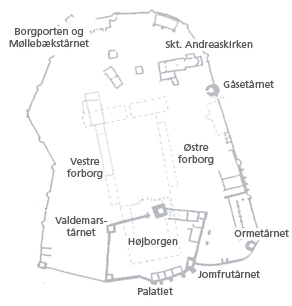
Ritning över slottet.